# Шибин-эль-Канатир
Шиби́н-эль-Кана́тир (араб. شبين القناطر‎) — город и центр района в Египте, расположен в губернаторстве Кальюбия. Находится в 25 км к северу от Каира, на юге дельты Нила. Население 56 030 (2006).
Город известен с античности под названием Скенай Ветеранорум (лат. Scenae Veteranorum, "палаточный лагерь ветеранов"). 
Старое арабское название города – Шайбин эль-Каср (араб. سيبين القصر‎, "замок седовласых") является, скорее всего, переосмыслением латинского топонима. Современное название город получил во времена короля Египта Ан-Насира Мухаммеда, который возвёл в этом месте мосты округлой формы через Нил (ар. Канатир - мосты округлой формы). 

## Район
Район состоит из 6 сельских поселений, к которым относятся 37 деревень. В районе находится курган Телль-эль-Иегудие (Холм иудеев) с развалинами построенного при Птолемее VII еврейского храма.

## Катастрофа
5 сентября 2006 в районе города Шибин-эль-Канатир произошла крупная железнодорожная катастрофа. Пять человек погибли, еще около 30 получили ранения в результате столкновения поездов.